# 絶唱 (舟木一夫の曲)
「絶唱」（ぜっしょう）は、1966年8月にリリースされた舟木一夫の41枚目のシングル。

## 解説
本曲は、1966年に公開された日活映画『絶唱』の主題歌として制作されたものである。
舟木一夫自身の回想によると「当初はボクが（絶唱の）主題歌を歌う予定はなかった」が、日活の宣伝部から「舟木くんの（主演する）映画なのだから、舟木くんが歌う主題歌がないのはおかしい」というクレームが入った為、急遽、舟木自身が西條八十の私邸に直参し、頼み込んで作詞してもらったという。
尚、舟木はこの曲で1966年度の第8回日本レコード大賞・歌唱賞を受賞し、その年の第17回NHK紅白歌合戦で歌唱した。尚、第17回紅白歌合戦での舟木の歌唱映像は現存する。
また、本曲は舟木が所属する日本コロムビアが『舟木一夫芸能生活50周年記念』として募集した“あなたが選ぶ舟木一夫のベストソング”アンケートにて第4位に入選した。
B面の「雨の中に消えて」は、同年に日本テレビで製作・放映され、舟木自身も準主役で出演した同名テレビドラマの主題歌である。
1976年のテレビドラマ『絶唱』(TBS+国際放映)の主題歌としても使用された。

## 収録曲
1. 絶唱（3分47秒）
作詞：西條八十／作曲・編曲：市川昭介
2. 雨の中に消えて（4分2秒）
作詞：丘灯至夫／作曲・編曲：山路進一